# Březina (kraj pilzneński)
Březina – gmina w Czechach, w powiecie Rokycany, w kraju pilzneńskim. Według danych z dnia 1 stycznia 2013 liczyła 315 mieszkańców.